# Tonton itabirito
Tonton itabirito – gatunek pająka z infrarzędu ptaszników i rodziny Microstigmatidae.

## Taksonomia

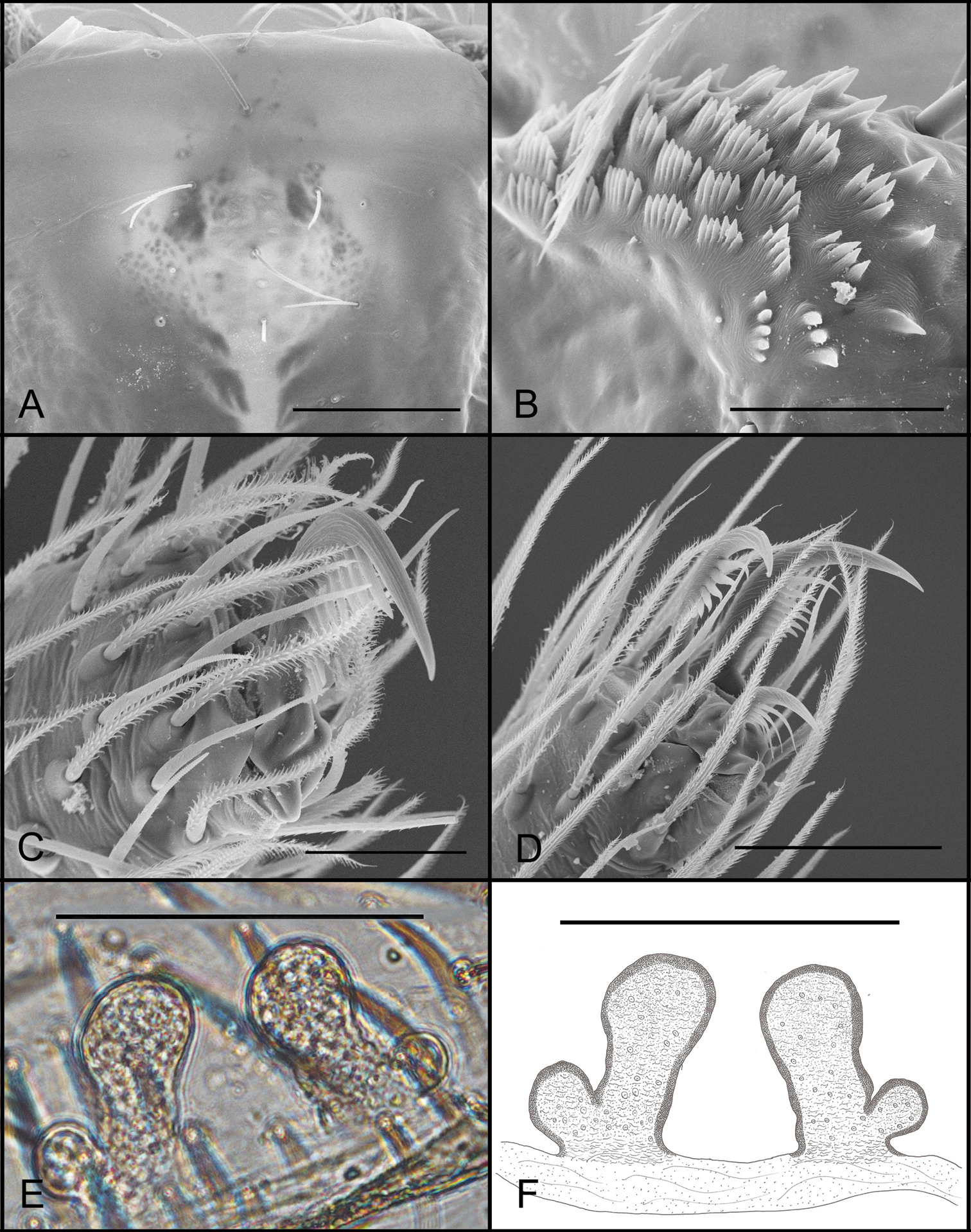
Samica. A: część głowowa karapaksu, B: serrula, C: pazurek nogogłaszczka, D: pazurki stopy, E i F: spermateki

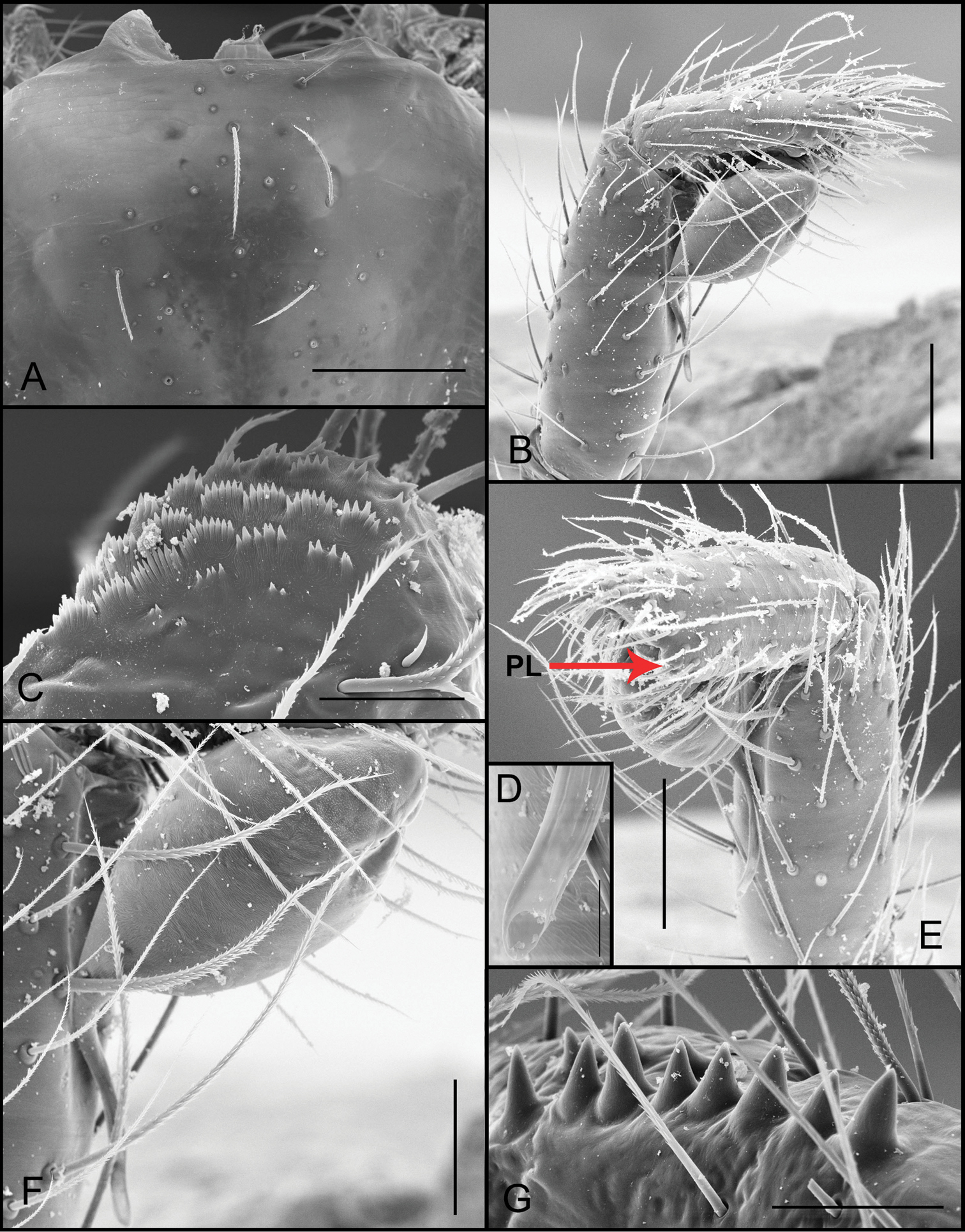
Samiec. A: część głowowa karapaksu, B: nogogłaszczek w widoku tylno-bocznym, C: serrula, D: wierzchołek embolusa, E: nogogłaszczek w widoku przednio-bocznym, F: bulbus, G: zęby szczękoczułka

Gatunek ten opisany został po raz pierwszy w 2019 roku przez Victora Passanhę, Igora Cizauskasa i Antônia D. Brescovita na łamach „ZooKeys”. Jako lokalizację typową wskazano Itabirito w brazylijskim stanie Minas Gerais. Epitet gatunkowy pochodzi od tejże lokalizacji. Wyznaczony został gatunkiem typowym rodzaju.

## Morfologia
Holotypowy samiec ma ciało długości 1,98 mm przy karapaksie długości 0,9 mm i  szerokości 0,7 mm, zaś paratypowa samica ma ciało długości 2,03 mm przy karapaksie długości 0,82 mm i szerokości 0,58 mm. Prosoma jest biaława, pozbawiona wzgórka ocznego i samych oczu, zaopatrzona w plamkę oczną. Serrulę szczęk tworzą trzy szeregi ząbków. Odnóża są białawe. Kolejność ich par od najdłuższej do najkrótszej to IV, I, III, II u samca i IV, I, II, III u samicy. Barwa opistosomy (odwłoka) jest żółtawa. Nogogłaszczki samca cechuje tak długie jak szerokie i zaopatrzone w krótki płat przednio-boczny oraz cztery kolce wierzchołkowe cymbium, a także równy wielkością tegulum, pośrodku zafalowany i na szczycie zaokrąglony embolus. Genitalia samicy zawierają dwie spermateki, każda zbudowana z dwóch płatów, z których wewnętrzny jest zgrubiały i na szczycie zaokrąglony, a zewnętrzny krótki i szeroki.

## Ekologia i występowanie
Pająk troglobiontyczny, zasiedlający dno głębokich partii jaskiń.
Gatunek neotropikalny, południowoamerykański, endemiczny dla stanu Minas Gerais w Brazylii. Znany z okolic miejscowości Rio Acima, Itabirito i Barão do Cocais.